# Nam Định (Stadt)
Nam Định ist die Hauptstadt der gleichnamigen vietnamesischen Provinz Nam Định.
Nam Định liegt im Delta des Roten Flusses, ungefähr 90 km südöstlich von Hanoi.
Zur Feier des Generals Trần Hưng Đạo aus dem 13. Jahrhundert findet jedes Jahr vom 18. bis 20. August ein Volksfest rund um den Tempel Co Trach statt.

## Söhne und Töchter der Stadt
- Laurent Chu Van Minh (1943–2025), römisch-katholischer Weihbischof in Hanoi
- Nguyễn Thị Huyền (* 1993), Sprinterin und Hürdenläuferin
- Vincent Tran tam Tinh (* 1929), Klassischer Archäologe und Geistlicher

## Weblinks

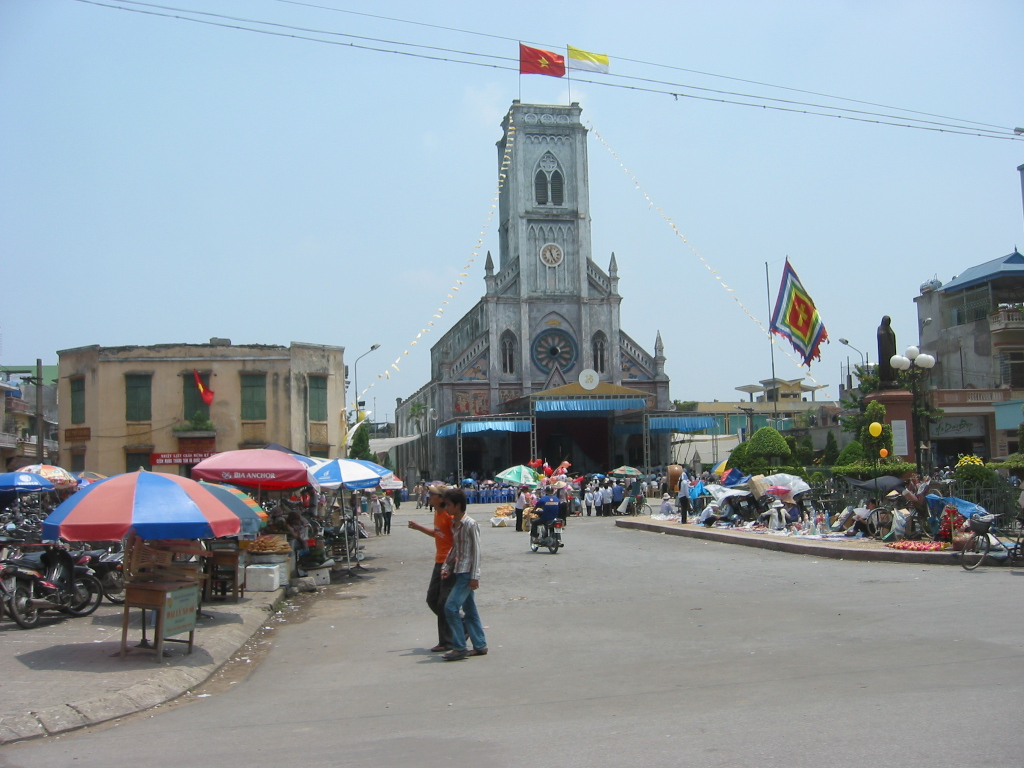
Kirche im Zentrum von Nam Định